# 설가로
설가로는 경기도 이천시 설성면 수곡교차로에서 가남읍 태평사거리를 잇는 9.1km 도로이다.

## 노선
전 구간이 지방도 제333호선에 속하기 때문에 이에 따른 표시는 하지 않음.
| 이름        | 접속 노선                   | 소재지 | 소재지 | 비고 |
| ----------- | --------------------------- | ------ | ------ | ---- |
| 수곡 교차로 | 지방도 제333호선 (진상미로) | 이천시 | 설성면 |      |